# Lenguas de San Cristóbal
La familia de lenguas de San Cristóbal es un subgrupo de la familia Malaíta-San Cristóbal. Está formada por cinco lenguas habladas en la isla de San Cristóbal, en las Islas Salomón.

## Lenguas
- Kahua
- Arosi
- Bauro
- Fagani
- Owa

- Datos: Q9021396